# Piruleta
La piruleta o pirulí (nom original anglès: lolly, lollipop) és un dolç o caramel (originalment pla), de diferents formes, colors i sabors, clavat en un bastonet de plàstic, fusta, etc.. El bastonet (o mànec) serveix per a sostenir-lo sense embrutar-se els dits.
En els països occidentals solen ser fets a base de sucre, xarop de glucosa i colorants E-120 i 160-c.

## Història
La paraula "Lolly Pop" remunta al 1784, però en principi es referia a caramels tous, més que a caramels durs. El terme podria haver derivat també de la paraula "lolly" (llengua) i "pop" (bufetada). Segons Harper les primeres referències del lollipop en el context modern daten de la dècada de 1920. També podria ser una paraula d'origen romaní, essent relacionada amb la tradició de la venda, per part els gitanos, de pomes caramelitzades punxades en un pal. Poma vermella en romaní es diu loli phaba.
La idea d'un dolç comestible punxat en un bastó és molt simple, i és probable que el caramel d'aquest tipus s'hagi inventat i reinventat nombroses voltes. Els primers productes de confiteria que s'assemblen al que anomenem piruletes daten de l'edat mitjana, en què la noblesa solia menjar sucre cuit amb l'ajuda d'escuradents o mànecs.
La invenció de la moderna piruleta encara és un misteri, havent estat distorsionada amb el del temps la història de les primers piruletes als Estats Units. Hi ha certa especulació sobre el fet que les piruletes es van inventar durant la guerra civil americana (1861-1865), però una sèrie d'empreses nord-americanes n'han reclamat l'autoria al segle xx. Segons el llibre Food For Thought: Extraordinary Little Chronicles of the World, va ser inventada per George Smith, de New Haven, Connecticut, que va començar a fer grans caramels punxats en uns bastonets l'any 1908, i els va batejar amb el nom d'un cavall de cursa de l'època, Lolly Pop
Hi ha autors que pensen que alguna versió del lollipop ja existia des de principis de 1800. Altres afirmen que George Smith va ser el primer a inventar aquest modern estil de caramel amb bastó el 1908, registrant-lo amb el nom de lollipop el 1931. Segons ell, va tenir la idea de posar el caramel en un bastó per a fer-lo més fàcil de menjar i hi va posar el nom d'un popular cavall de cursa de l'època, Lolly Pop.
El 1958, Enric Bernat, va introduir en el mercat espanyol el primer caramel rodó amb bastó, de la marca Chupa Chups, que va fabricar Granja Asturias S.A. Va néixer amb set gustos diferents.